# Thliptoceras fenestratum
Thliptoceras fenestratum là một loài bướm đêm trong họ Crambidae.